# Subdivisões da Guatemala

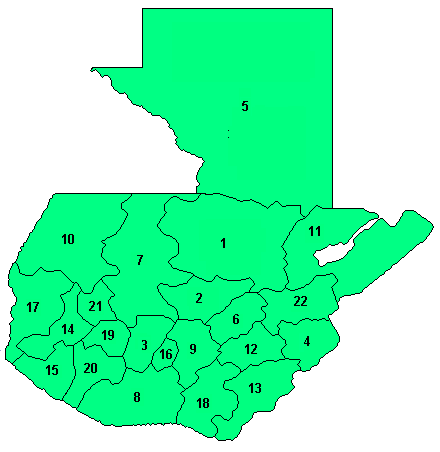
Departamentos da Guatemala

A Guatemala está dividida em 22 departamentos, que são os seguintes, com suas respectivas capitais:
1. Alta Verapaz (Cobán)
2. Baja Verapaz (Salamá)
3. Chimaltenango (Chimaltenango)
4. Chiquimula (Chiquimula)
5. El Petén (Flores)
6. El Progreso (Guastatoya)
7. El Quiché (Santa Cruz del Quiché)
8. Escuintla (Escuintla)
9. Guatemala (Cidade da Guatemala)
10. Huehuetenango(Huehuetenango)
11. Izabal(Puerto Barrios)
12. Jalapa (Jalapa)
13. Jutiapa (Jutiapa)
14. Quetzaltenango (Quetzaltenango)
15. Retalhuleu (Retalhuleu)
16. Sacatepéquez (Antigua Guatemala)
17. San Marcos (San Marcos)
18. Santa Rosa (Cuilapa)
19. Sololá (Sololá)
20. Suchitepéquez (Mazatenango)
21. Totonicapán (Totonicapán)
22. Zacapa (Zacapa)